# Teixoso
Teixoso is een plaats (freguesia) in de Portugese gemeente Covilhã en telt 4415 inwoners (2001).